# Zlateče (Vojnik, Slovenija)
Zlateče je naselje u slovenskoj Općini Vojniku. Zlateče se nalazi u pokrajini Štajerskoj i statističkoj regiji Savinjskoj. 

## Stanovništvo
Prema popisu stanovništva iz 2002. godine naselje je imalo 106 stanovnika.